# فردوسی (فیلم)
فردوسی نام یک فیلم زندگی‌نامه‌ای ایرانی به کارگردانی عبدالحسین سپنتا و محصول سال ۱۳۱۳ است.

## خلاصه داستان
داستان از خانهٔ فردوسی آغاز می‌شود که وی از پنجرهٔ اتاقی به پل خراب شهر توس با چهره‌ای گرفته و مغموم نگاه می‌کند. در جایی دیگر فردوسی صحنه‌هایی از شاهنامه را در مقابل سلطان محمود برای حاضرین می‌سراید. در پایان، انتهای زندگی شاعر حماسه سرای ایران نشان داده می‌شود. فردوسی در کهولت زندگی خود را در انزوا می‌گذراند و زمانی که از پنجره بیرون را می‌نگرد، می‌شنود که بچه‌های رهگذر اشعار شاهنامه را می‌خوانند. صحنهٔ آخر مرگ شاعر است. جنازهٔ او را روی پل توس دو نفر به دوش دارند. پشت سر جنازه فقط یک نفر راه می‌رود و او دختر شاعر است.